# Hanna (Kanada)
Hanna – miasto w zachodniej Kanadzie, w prowincji Alberta. Populacja wynosi 2847 mieszkańców (2006). Z miasta pochodzi post grunge’owy zespół Nickelback.